# Кипарис (міфологія)

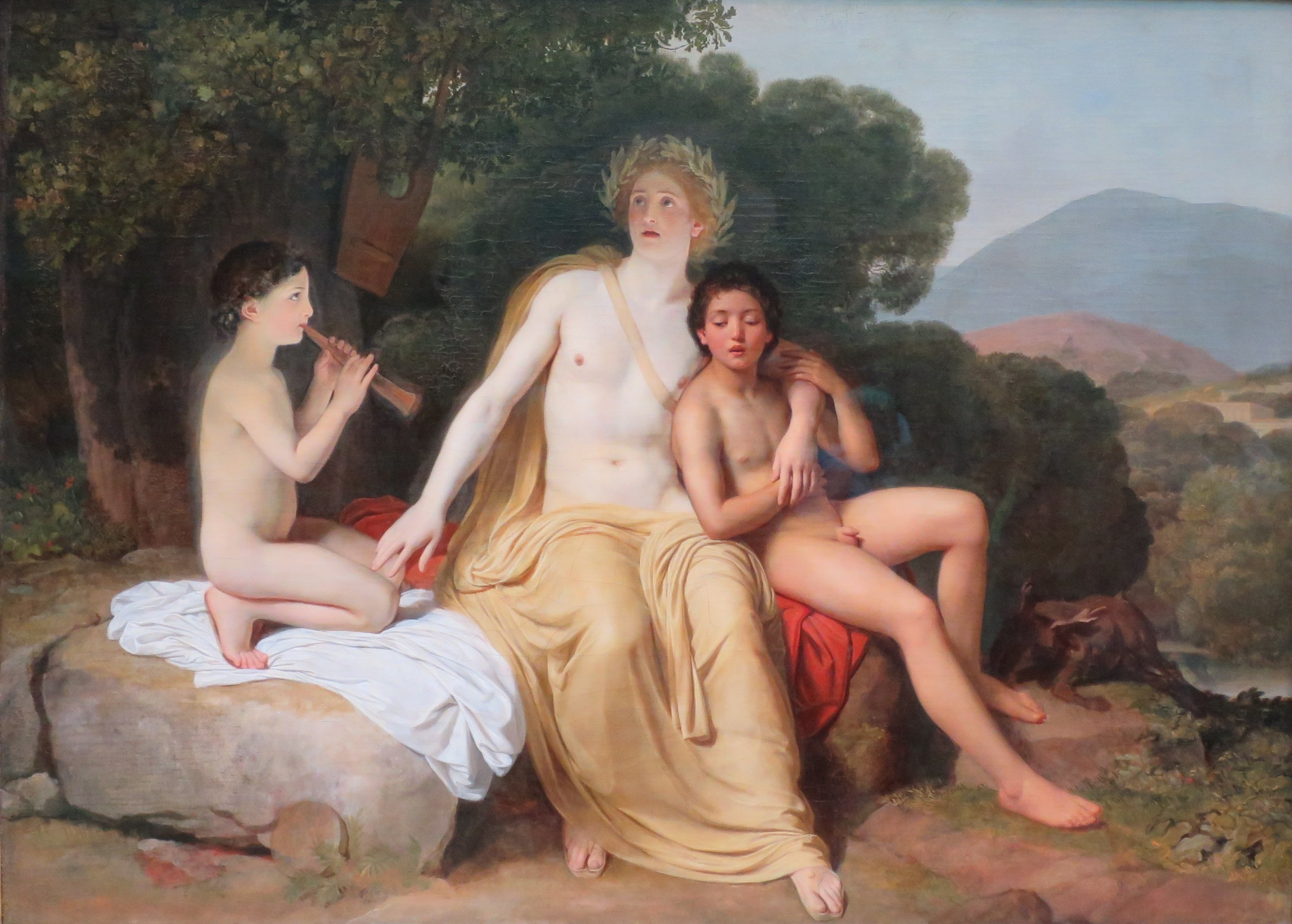
Аполлон, Гіакінт та Кипарис, Олександр Іванов

Кипари́с (грец. Κυπάρισσος) — вродливий юнак, син Телефа, улюбленець Аполлона (варіант: Пана або Зефіра). Коли Кипарис ненавмисне вбив свого улюбленого оленя і не міг утішитися від суму й горя, Аполлон обернув юнака на дерево. Відтоді Кипарис став вважатися деревом жалоби. Міф, очевидно, пов'язаний із спробою витлумачити незрозумілу назву дерева.
Кипарис — син Мінія, брат Орхомена, засновника однойменного міста у Фокіді біля Парнасу.